# Roberto Isaía
Roberto Isaía es un músico y guitarrista argentino, nació en Parque de los Patricios, Ciudad Autónoma de Buenos Aires, Argentina el 29 de enero de 1973.

## Formación musical
- Instituto "Félix Fernando Bernasconi", música y guitarra.
- Conservatorio Nacional de Música "Carlos López Buchardo" (hoy IUNA), música y guitarra.

En guitarra ha tenido como docentes en el Conservatorio, entre otros, a Irma Costanzo y Graciela Pomponio.

## Conciertos
- Casa Clara
- Universidad Abierta Interamericana - UAI

Ha compartido conciertos con la pianista Tatiana Lefenda y con el guitarrista Mariano Miranda.